# Neuer Kanal (Strohkirchener Bach)
Der Neue Kanal ist ein Fließgewässer im Landkreis Ludwigslust-Parchim im Südwesten Mecklenburg-Vorpommerns. Er stellt über weitere Gewässer eine Verbindung der in die Elde entwässernden Stör-Wasserstraße mit der Sude her.

In Banzkow umgeht der Mühlengraben die Schleuse im Verlauf der Stör-Wasserstraße. Vom Mühlengraben zweigt der Neue Kanal auf den ersten Metern verrohrt rechtsseitig ab und fließt zunächst in südliche Richtung. Beim Banzkower Ortsteil Jamel münden linksseitig der Sielgraben und der Kunstgraben ein. 

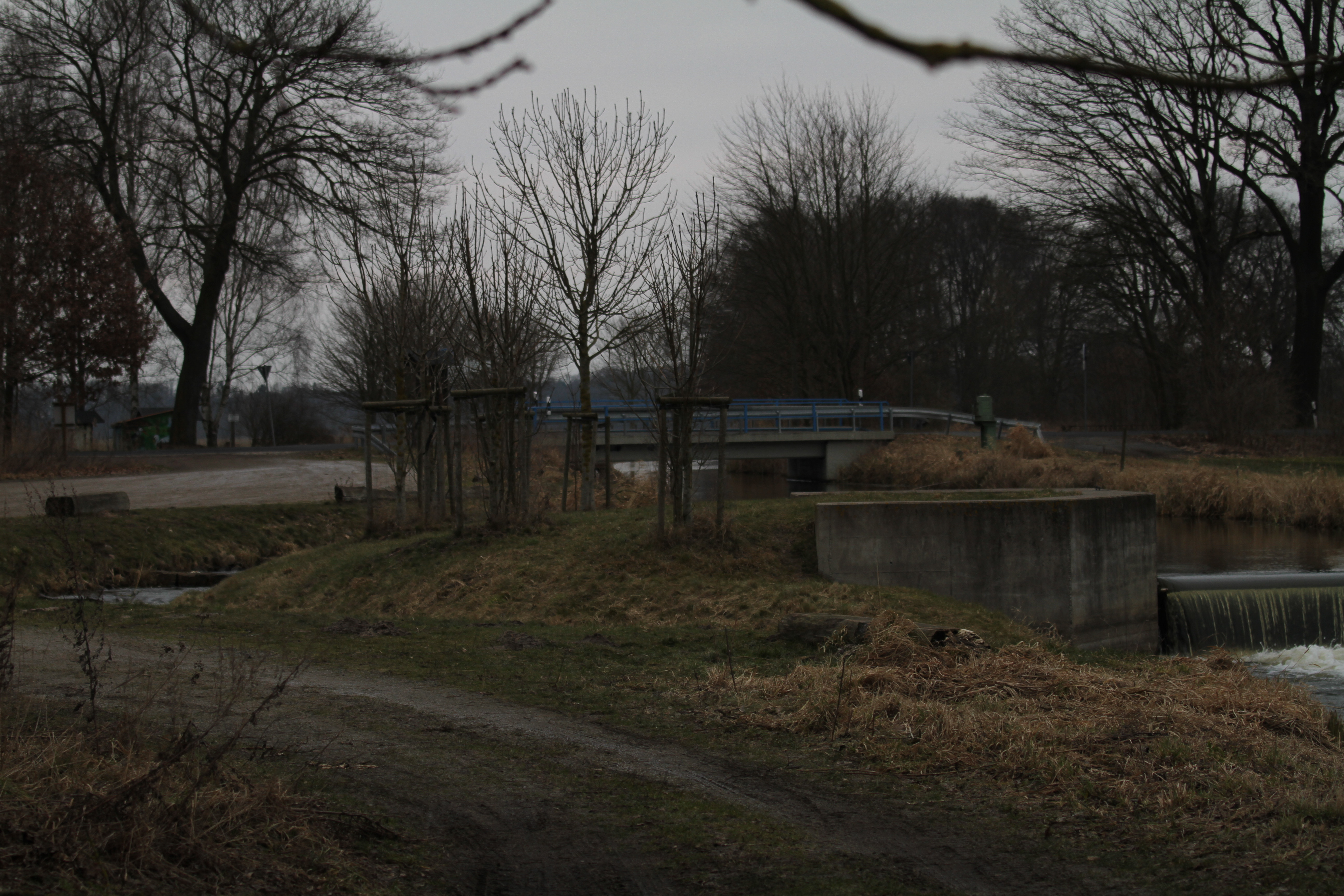
Neuer Kanal bei der Kreisstraße K68

Nach Unterquerung der Autobahn 24 wird bei Tuckhude rechtsseitig das Wasser des Torfmoorgrabens aufgenommen, nachfolgend zweigt der Ludwigsluster Kanal ab, der die bisherige Fließgewässerkennziffer 593644 übernimmt. Unter der Kennziffer 59362 fließt der Neue Kanal weiter bis zur Funkamtsiedlung in Wöbbelin, wo die Landesstraße 71 nach Neustadt-Glewe unterquert wird. Wenig später wendet sich der Lauf in westliche Richtung. Bei Neu Lüblow wird die Beck, die von dort als Rögnitz weiter fließt, unter den Neuen Kanal hindurch geführt. Nach Jasnitz mündet auf der rechten Seite der Büdnergraben ein. Die Bahnstrecke Hamburg–Berlin kreuzt den Wasserlauf. Am östlichen Ortsrand von Strohkirchen geht der Kanal in den Strohkirchener Bach über, der bei Kuhstorf in die Sude mündet und das Wasser weiter in Richtung Elbe und Nordsee abführt.
Der Neue Kanal durchfließt die Lewitz und erreicht bei Strohkirchen die Griese Gegend. Die Lewitz ist durch Meliorationsmaßnahmen geprägt und wird von zahlreichen, meist schnurgeraden Entwässerungsgräben durchzogen, die im Einzugsbereich teils in Verbindung mit dem Kanal stehen, parallel zu ihm verlaufen oder durch Verrohrungen oder Düker unter ihm hindurchgeführt werden.